# جوان ویدال
جوان ویدال (انگلیسی: Javan Vidal؛ زادهٔ ۱۰ مهٔ ۱۹۸۹) یک بازیکن فوتبال اهل بریتانیا است.